# Johan Leonard Wittenberg
Johan Leonard Wittenberg, född 1646 i Leipzig, död 23 februari 1679 i Riga, var en svensk greve och generalmajor. Han var son till Arvid Wittenberg.

## Biografi
Johan Leonard Wittenberg föddes 1646 och döptes 11 mars samma är i Leipzig. Han var son till greve Arvid Wittenberg och Eva Margareta von Langen. Wittenberg blev 1661 student vid Tübingen och var från 1662 till april 1664 student vid Heidelberg. Han blev rektor illustris vid Heidelbergs unveristet och 18 juni 1670 överstelöjtnant vid Hälsinge regemente. Wittenberg blev 29 juli 1672 överste för utkommenderade svenska och finska ryttare och 8 april 1673 överste vid Åbo läns kavalleriregemente. Han blev 10 april 1676 generalmajor vid kavalleriet och senare generallöjtnant. Wittenberg avled 1679 i Riga och begravdes 25 juli 1680 i Riddarholmskyrkan. Han gravsattes sedan i Hornska graven i Badelunda kyrka. Slöt därmed ätten på svärdssian.
Vid slaget vid Lund var han chef för den svenska högerflygelns andra linje.

### Egendom
Wittenberg var greve till Nyborg, friherre till Loimijoki, herre till Nynäs, Ylttis och Johannesberg, med mera.

### Familj
Wittenber gifte sig 1673 med grevinnan Polydora Christiana Wrangel af Salmis (1655–1675), dotter till riksmarsken och generalfältherren greve Carl Gustaf Wrangel af Salmis och Anna Margareta von Haugwitz. De fick tillsammans barnen Mariana Margareta Wittenberg (1674–1720) som var gift med generallöjtnanten greve Christian Ludvig von Ascheberg och Polydora Wittenberg (född 1675).